# がんばれゴエモン 黒船党の謎
『がんばれゴエモン 黒船党の謎』（がんばれゴエモン くろふねとうのなぞ）は、コナミが開発し1997年12月4日に発売されたゲームボーイ用アクションロールプレイングゲーム。がんばれゴエモンシリーズのゲームボーイ版の第2作目。
2012年にはニンテンドー3DSのバーチャルコンソールで配信され、連射機能が追加された。
本作の漫画版が『コミックボンボン』1998年冬の増刊号に読み切りとして掲載され、後に漫画版『がんばれゴエモン〜ネオ桃山幕府のおどり〜』（1998年）の単行本2巻に収録された。

## システム
縦見下ろし型で4方向にキャラクターを動かしながら進んでいく。プレイヤーはゴエモン・エビス丸・サスケの3人から1人選び、一度選択したキャラクターは4ステージまで使うことができない。本作は敵を倒してもアイテムは出ず、宝箱や店で小判や回復アイテムを得ることができる。また随所に的当てやクイズなどのミニゲームがある。ボス戦もミニゲームで戦うことになる。プレイヤーは体力がゼロになるかボスのミニゲームで負けるとゲームオーバーとなる。セーブはステージクリア時のみで可能。

## ストーリー
大江戸湾に突然やってきた黒船から「黒船党」と名乗る謎の盗賊団が現れ、見境なく盗みを働きはじめていた。ゴエモンたちは黒船党の一味をこらしめるため、行動を開始する。

## ステージ構成
1. からくり城
2. 魔人の洞窟
3. 黒船どくろ丸
4. どくろ丸再び
5. ガイコツ島

## 登場人物

### プレイヤー
ゴエモン
正義の味方。愛用のキセルで悪と戦う。攻撃力「中」ジャンプ力「中」と平均的で扱いやすい。パワーアップ武器は初代のキセル。サブ武器は手裏剣。
エビス丸
今回はセンスを武器に戦う。攻撃力「上」ジャンプ力「下」とジャンプ力は最も低い。パワーアップ武器は天下のセンス。サブ武器は手裏剣。
サスケ
ゴエモンファミリーの心強い味方。攻撃力「下」ジャンプ力「上」でジャンプ力は最も高いがそれが仇になることも。パワーアップ武器は伝説のクナイ。サブ武器は手裏剣。

### 味方
ヤエちゃん
ゴエモン達の紅一点。今回はドクロ男爵の手により、囚われの身となってしまう。最終ステージで隙をみてゴエモン達にほら貝をわたす。このゲームのヒロイン。
物知りじいさん
あるステージでクイズで勝負を挑んでくる。
おみっちゃん
お店でのみ登場。
モンジロウ
打倒ゴエモンに闘志を燃やす謎の男。ゴエモン達に2回 的当てで勝負を挑んでくる。三度笠に目の傷がトレードマーク。
ゴエモンインパクト
ラストボス戦で登場。

### 敵キャラクター
代官スリー
ステージ1のボスであり、4ステージ中ボス。「100M走」、「神経衰弱」で勝負する。
大魔シーン
ステージ2のボスであり、4ステージ中ボス。「綱引き」、「絵合わせ」で勝負する。
黒ダコビッチ
ステージ3、4のボス。「ちょうちんアタック」、「たこたたき」で勝負する。
ドクロ男爵
世界征服を目論む黒船党の党首。素顔は謎に包まれており、正体についても一切不明。変な口調で喋る。巨大ロボットすかるきんぐ1、2、3号を操縦し、ゴエモン達に最終戦を挑む。ヤエちゃんをさらった理由は、邪神カーズへの生け贄にするため。

## スタッフ
- プロデューサー：福井博幸
- ディレクター：山下幸紀
- プログラマー：近藤誠、福井博幸
- グラフィック・デザイナー：永井真
- サウンド・デザイナー：岡田蘭、岩田陽一、田中理恵
- プロダクト・デザイナー：中山貴裕
- スペシャル・サンクス：ゴエモン製作委員会、山田豊広、そぶえせいじ、チーム・アペイロン

## 評価
- ゲーム誌『ファミ通』の「クロスレビュー」では合計16点（満40点）[2]、『ファミリーコンピュータMagazine』の読者投票による「ゲーム通信簿」での評価は以下の通り、21.8点（満30点）となっている[4]。

| 項目 | キャラクタ | 音楽 | お買得度 | 操作性 | 熱中度 | オリジナリティ | 総合 |
| 得点 | 3.9        | 3.8  | 3.3      | 3.5    | 3.5    | 3.7            | 21.8 |

- ゲーム本『ゲームボーイパーフェクトカタログ』では、操作が簡単である事やBGMがステージ毎に異なる点、会話シーンのテンポの良さや江戸時代らしい雰囲気が出ている点などを挙げ、「評価も高い1作だ」と肯定的に評価した[6]。